# Giampaolo Menichelli
Giampaolo Menichelli (Róma, 1938. június 29. –) olasz labdarúgó-középpályás. Bátyja az olimpiai bajnok tornász Franco Menichelli.
Az olasz válogatott tagjaként részt vett az 1962-es labdarúgó-világbajnokságon. 1965-ben holtversenyben az olasz labdarúgókupa gólkirálya lett.